# Joseph Dalton (cầu thủ bóng đá)
Joseph Dalton (sinh năm 1915) là một cầu thủ bóng đá người Anh thi đấu ở vị trí left half.

## Sự nghiệp
Sinh ra ở Bradford, Dalton thi đấu cho Bradford City và Shrewsbury Town. Đối với Bradford City ông có 17 lần ra sân ở Football League, ghi 3 bàn thắng; ông cũng có 1 lần ra sân ở Cúp FA.